# Thrace occidentale
Pour les articles homonymes, voir Thrace (homonymie).

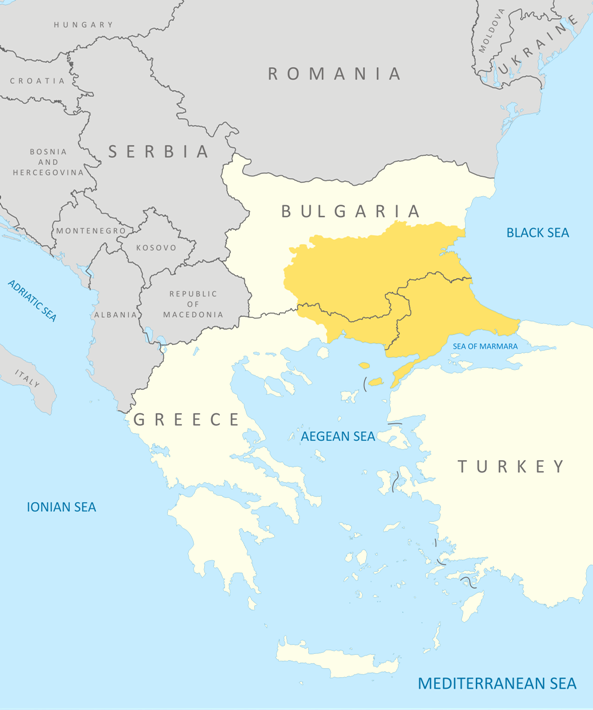
La division actuelle de la Thrace.

La Thrace occidentale ou Thrace égéenne ou Thrace grecque est la partie sud-ouest de la Thrace située le long de la mer Égée. De nos jours, elle fait partie de la périphérie grecque de Macédoine-Orientale-et-Thrace.

## Géographie
La Thrace égéenne constitue la partie sud-ouest de la Thrace. Elle comprend les territoires situées au sud des versants méridionaux des Rhodopes et au nord de la mer Égée (plus l'île de Samothrace), à l'est du fleuve Mesta et à l'ouest du fleuve Maritsa.
Sur le plan politico-administratif, la Thrace occidentale fait partie de la République hellénique. Elle est divisée entre les nomes d'Évros, du Rhodope et de Xanthi, qui constituent la partie orientale de la périphérie de Macédoine-Orientale-et-Thrace.

## Histoire
Les Thraces s'installent dans tout le sud-est de la péninsule balkanique et donnent — ultérieurement — leur nom à la région. Homère mentionne dans l'Iliade que plusieurs tribus thraces — dont les Cicones — installées dans l'actuelle Thrace égéenne prennent part à la Guerre de Troie. Les Cicones forment dans la région un puissant royaume. Au VIIe siècle av. J.-C., le littoral est colonisé par les Grecs, qui fondent la ville de Maronia. Au VIe siècle av. J.-C., les Odryses incluent la région dans leur royaume. En 343-342 av. J.-C., la Thrace tombe sous l'hégémonie du royaume de Macédoine. Après la mort d'Alexandre le Grand, celle-ci perdra progressivement l'intérieur des terres et ne conservera que le littoral. La région fut conquise, progressivement, par l'Empire romain, d'abord avec la liquidation du royaume de Macédoine en -146 puis avec la conquête du dernier royaume des Odryses en 46 apr. J.-C. La Thrace méridionale fut intégrée à la province romaine de Thrace.
À la suite de la conquête du sud des Balkans par l'Empire ottoman au XIVe siècle, la région fut incluse dans la province turque de Roumélie. Des populations turcophones provenant d'Asie mineure s'y installèrent. La proximité de la région d'Istanbul et sa facilité d'accès, la forte présence turque, l'islamisation forcée et les règles particulières du dhîmat contribuèrent à une progressive islamisation des populations bulgares de la région qui furent désignés par le nom de Pomaks.
Après la proclamation de l'exarchat bulgare en 1870, par un firman du sultan, la Thrace occidentale y est incluse. Lors des traités de San Stefano et de Berlin (1878) — qui aboutirent à la reconstitution d'une Bulgarie autonome — la Thrace égéenne demeura au sein de l'Empire ottoman (vilayet d'Andrinople).

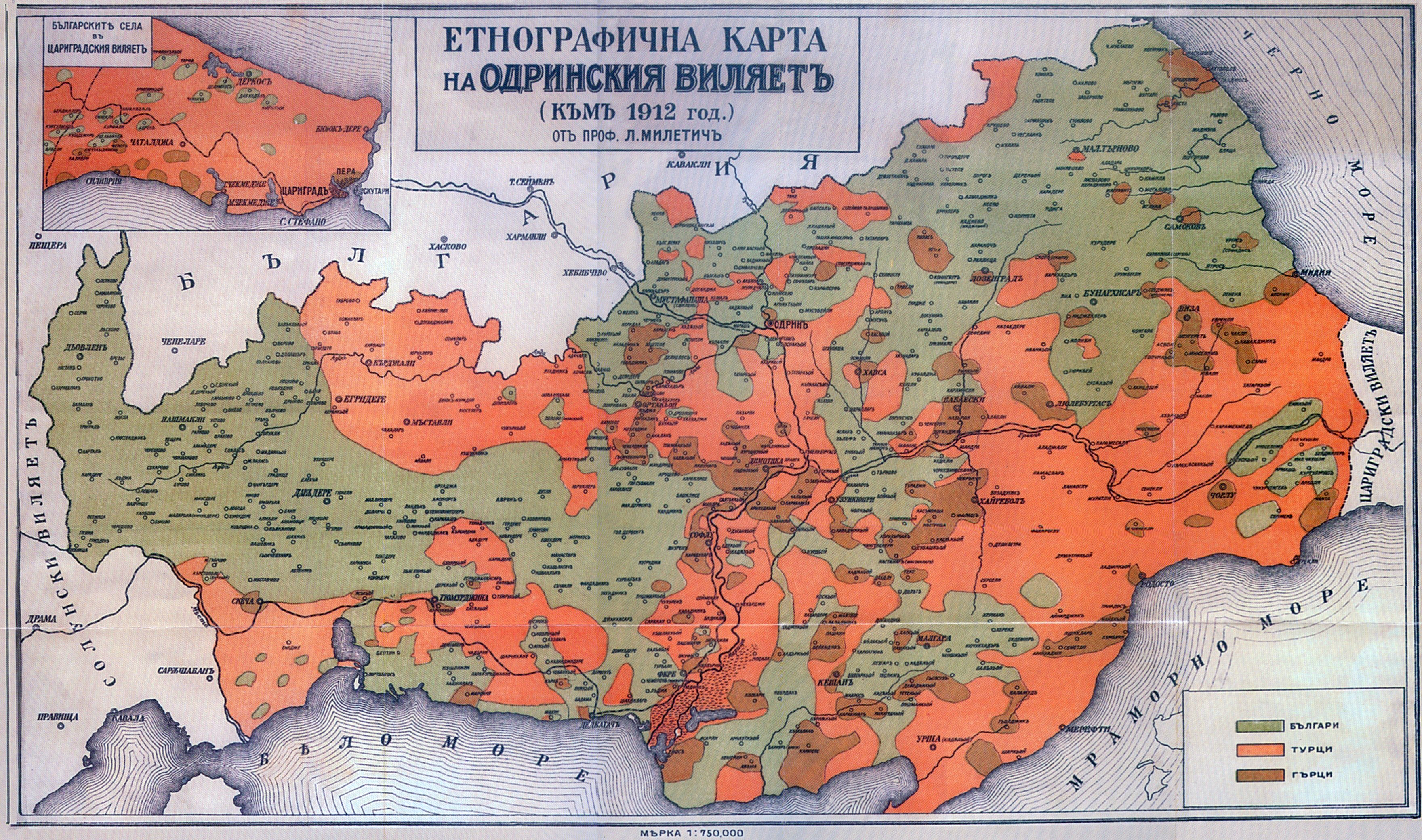
Carte ethnographique de la Thrace méridionale (Vilayet d'Andrinople) réalisée par l'ethnographe bulgare Lyubomir Miletich en 1912. En gris, Bulgares, en brun Grecs et en orange Turcs.

Drapeau du Gouvernement provisoire de Thrace occidentale

À la veille des Guerres balkaniques (1912-1913), la population de la Thrace égéenne était d’environ 234 700 habitants. Elle était constituée essentiellement de Bulgares orthodoxes ou islamisés (Pomaks) et de Turcs, les populations grecques étant majoritaires dans quelques bourgs le long de la Maritsa et du littoral égéen. La région comprenait, également, des minorités arméniennes, juives (Séfarades) et tziganes.
La composition ethnico-religieuse était la suivante:
|                                         | Nombre  | %     |
| --------------------------------------- | ------- | ----- |
| Musulmans (Turcs, Bulgares, Roms, etc.) | 185 000 | 78,82 |
| Bulgares orthodoxes                     | 25 500  | 10,86 |
| Grecs orthodoxes                        | 22 000  | 9,37  |
| Juifs, Arméniens etc.                   | 2 200   | 0,94  |
| Total                                   | 234 700 | 100   |

Il est à noter qu'il est difficile d'interpréter ces chiffres, de manière rigoureuse, car le terme turcs a souvent été utilisé à la place de celui de musulmans, pour désigner toutes les populations islamisées, quelle que soit leur origine ethnique. C'est ainsi que les Bulgares restés chrétiens-orthodoxes appelaient "turcs" tant les populations d'origine turque que les populations bulgares islamisées (Pomaks) qui avaient adopté la religion et le mode de vie de l'occupant turc auquel elles étaient fidèles.
Lors de la Première Guerre balkanique, la région fut conquise par les troupes bulgares - qui faisaient partie de la Ligue balkanique (Bulgarie, Grèce, Serbie et Monténégro) - sur les troupes ottomanes. Après la Seconde Guerre balkanique, le traité de Bucarest laissa la Thrace occidentale à la Bulgarie qui acquit, ainsi, un accès direct à la Mer Égée et à la Méditerranée. Une éphémère République turque de Thrace occidentale exista, pendant 56 jours, à l'automne 1913.	

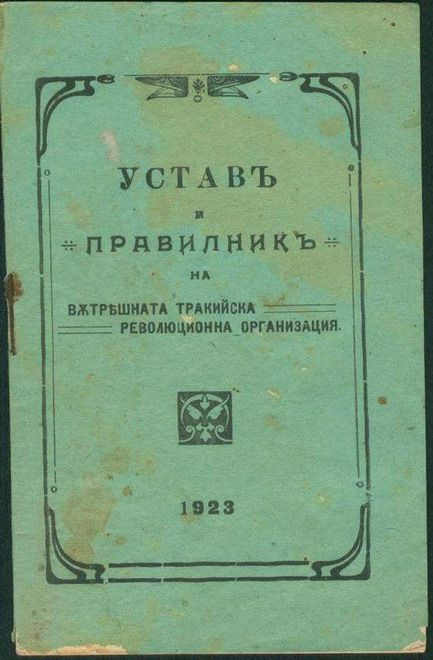
Ordonnance et règlement de l'Organisation révolutionnaire intérieure thrace (1923).

À la suite de la défaite des puissances centrales - dont la Bulgarie et la Turquie faisaient partie - lors de la Première Guerre mondiale, le traité de Neuilly (1919) rattacha la Thrace occidentale à la Grèce ce qui entraîna  des "échanges de populations" entre la Grèce et la Bulgarie et l'octroi de la citoyenneté grecque aux Bulgares restés sur place. Le traité de Sèvres (1920) fit des musulmans de Thrace occidentale des citoyens grecs. À la suite du traité de Lausanne (1923) d'importants "échanges de populations" eurent lieu entre la Grèce et la Turquie (1,6 million de grecs d'Asie mineure contre 385 000 musulmans de Grèce). La population turque de la région était la seule à ne pas être concernée par ces échanges mais de nombreux Bulgares islamisés, se sentant rejetés par les Bulgares orthodoxes, préférèrent partir en Turquie, dont la population était plus proche sur le plan de la religion et du mode de vie. Ces Pomaks constituèrent l'essentiel des "Turcs" transférés de Grèce en Turquie. Depuis 1923, les musulmans de Thrace occidentale, bénéficient, en Grèce, du statut de minorité religieuse.
Pendant la Seconde Guerre mondiale, la Bulgarie récupéra la région mais, après sa capitulation, elle dut la rendre à la Grèce.

La Thrace occidentale en 431 av. J.-C.
La Thrace occidentale en 200 av. J.-C.
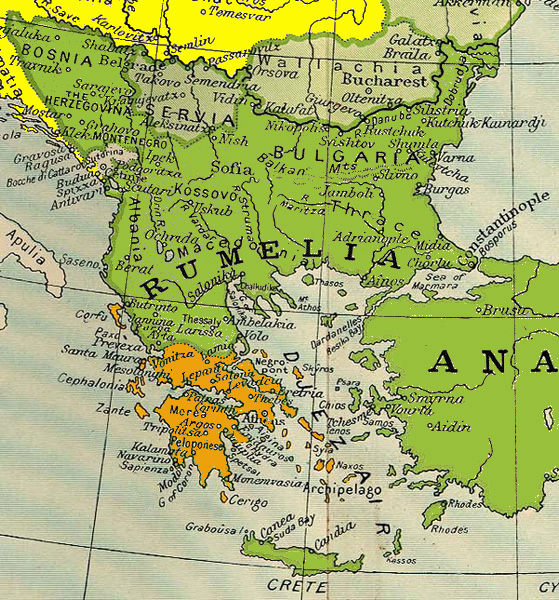
La Thrace dans l'empire ottoman.
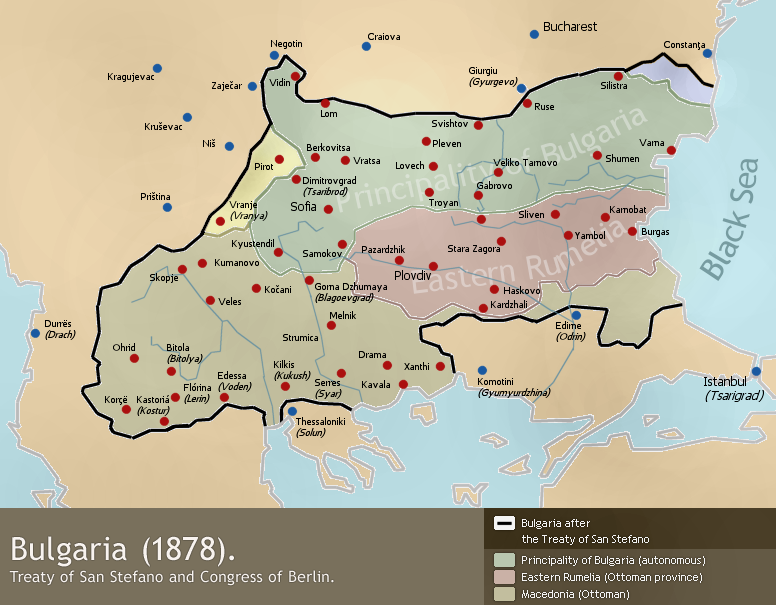
La Thrace lors des traités de San Stefano et de Berlin.
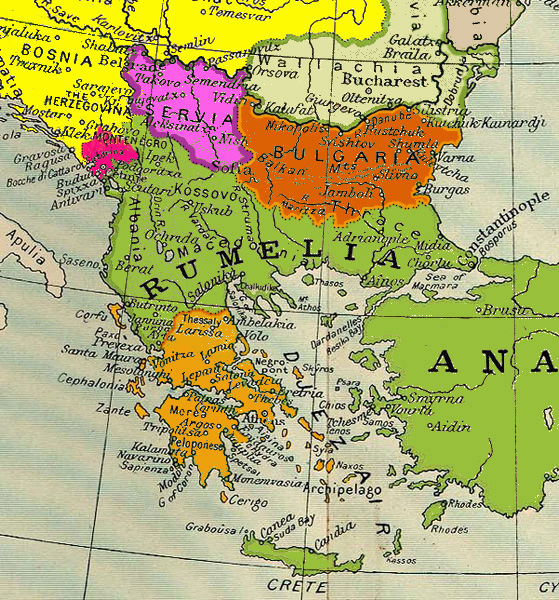
La Thrace occidentale de 1878 à 1912.
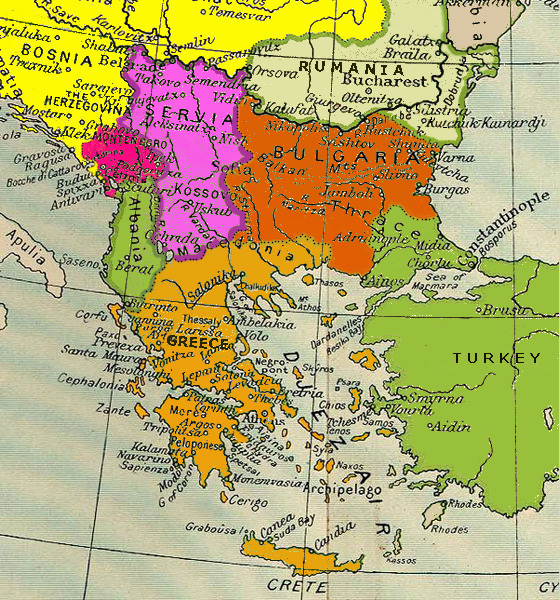
La Thrace occidentale de 1913 à 1919.
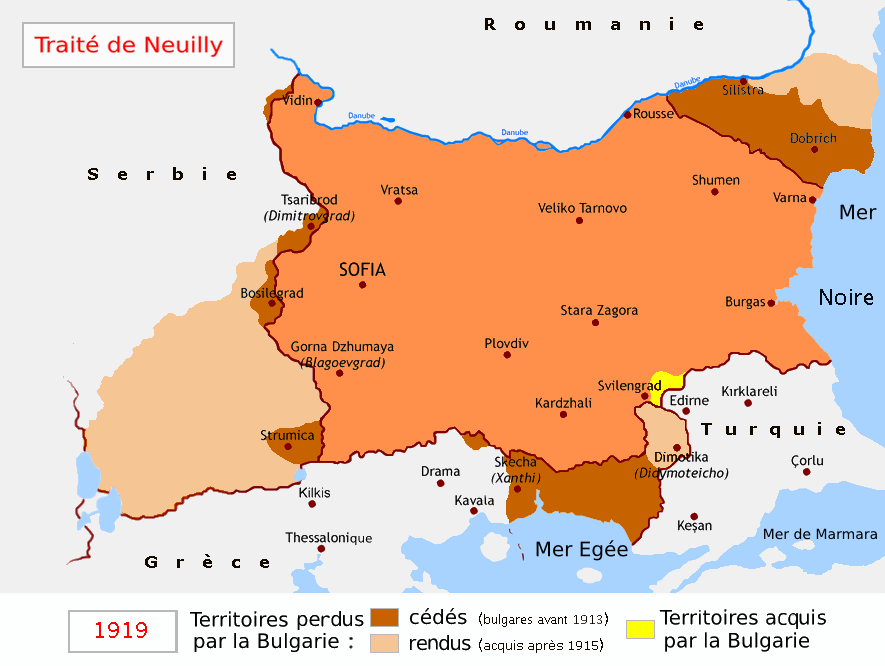
La Thrace occidentale après le traité de Neuilly (1919).
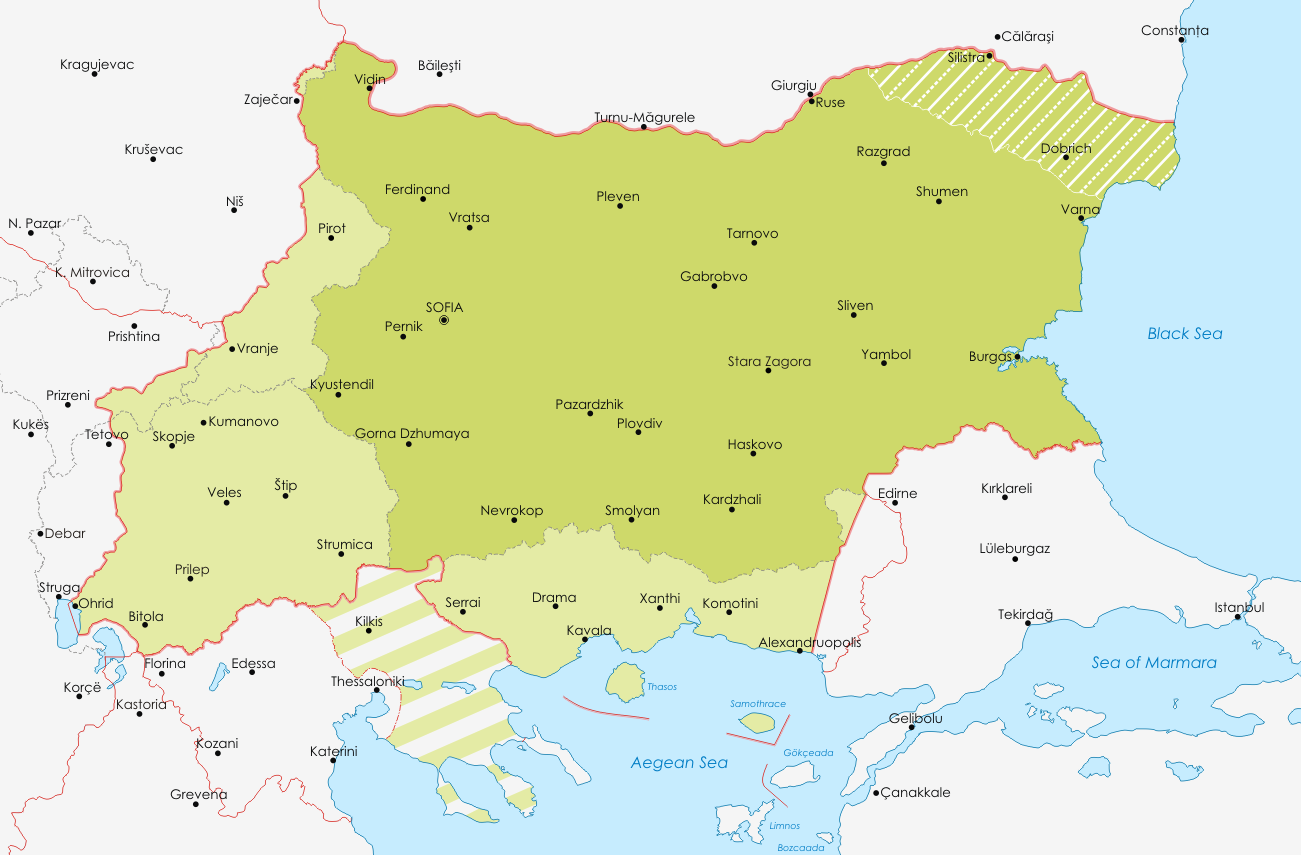
La Thrace occidentale pendant la Seconde Guerre mondiale.

## Religions
En 1923, la frontière entre la Turquie moderne et la Grèce se fige quasi définitivement lors du traité de Lausanne, signé le 24 juillet, après un transfert de population entre les deux pays, une partie des Grecs de Turquie étant chassé du pays pour la Grèce tandis que la plupart des Grecs musulmans sont expulsés vers la Turquie.
A l’issue de cet accord, la communauté grecque d’Istanbul peut se maintenir tout comme la minorité musulmane de Thrace occidentale. Cette dernière forme une communauté d'environ 120 000 à 150 000 personnes.  
Particularité unique en Europe, elle est la seule région européenne qui possède la charia dans ses textes officiels. La loi religieuse musulmane s’applique depuis 1923 et perdure depuis alors même que dans la Turquie voisine, la laïcisation du droit imposée par Ataturk, ne reconnaissait plus de statut particulier à la religion musulmane. Dans cette région, le traité de Lausanne de 1923 laisse aux trois muftis de Thrace les pleins pouvoirs pour tout ce qui concerne les affaires familiales (mariages, héritages, tutelles), domaines où les règles de droit musulman sont toujours appliquées. Ainsi, en matière sociale ou familiale, la loi religieuse musulmane est appliquée de plein droit, même si l'une des parties du litige demande que ce soit le droit civil grec qui s'applique.
Néanmoins, selon Stéphane Papi, chercheur et professeur en droit public, « les décisions de justice rendues par les muftis sont de plus en plus conformes au droit commun. Si, en théorie, la répudiation ou la polygamie sont possibles, les divorces se font le plus souvent par consentement mutuel et la polygamie n'existe plus. »